# Ammán
Ammán (arabsky عَمَّان, dříve řecky Φιλαδελφια Filadelfia, latinsky Philadelphia), je hlavním městem Jordánska. V roce 2021 byla jeho populace odhadována na 4 061 150 osob a další přibližně milion osob žije v jeho metropolitní oblasti. To jsou přibližně dvě třetiny obyvatel celého Jordánska a Ammán má proto výlučné postavení nesrovnatelné s hlavními městy okolních států; je zde koncentrována většina kultury, ekonomiky a sociálního života Jordánska. V západní části města sídlí parlament, královské palácové rezidence jsou situovány na východě.
Západ je rovněž movitější a s bohatými čtvrtěmi.
Město stojí na východních svazích Adžlúnských hor, první osídlení se datuje do doby asi 7000 let př. n. l.
V roce 2014 navštívilo Ammán na dva miliony turistů, což jej činilo 93. nejnavštěvovanějším městem na světě.

## Přírodní podmínky
Ammán leží na severozápadě země. Jeho průměrná nadmořská výška dosahuje téměř 780 m n. m., nejnižší bod se nachází ve výšce 720 m n. m., nejvyšší ve výšce 830 m n. m. Průměrná teplota se v červenci pohybuje okolo 25 °C, v lednu okolo 10 °C. Nejsušším měsícem v roce je červenec, kdy spadne průměrně 0 mm srážek, v lednu spadne průměrně 70 mm.

## Historie města
Ammán je město založené před několika tisíci lety. Jedno z prvních osídlení se týkalo náhorní plošiny kopce al-Kaláh (Al-Qalʿah) severně od vádí. V roce 1994 byly učiněny objevy datující první zdejší osídlení do doby kamenné okolo roku 7000 př. n. l.
Toto místo, zvané 'Ain Ghazal, mělo být domovem přibližně 3000 lidí, jejich počet ovšem v dalších letech klesl kvůli změnám podnebí na šestinu.
Nejstarší pozůstatky opevněných osad pochází z pozdní doby kamenné (asi 4000–3000 let př. n. l.).

### Starověk
O Ammánu se píše i v bibli, jako o městě dětí Ammónových. Ve 13. století př. n. l. se stal centrem aramejských Ammónců. V 11. století př. n. l. jej dobyla vojska Izraelitů.
V roce 722 př. n. l. Asyřané vytlačili Izraelity a jordánské území bylo rozděleno na provincie. Po dobytí Asyřany následovali Peršané a později Řekové, kteří město nazvali Filadelfie.
Mezi 3. a 1. stoletím př. n. l. sem přišli Řekové (veteráni tažení Alexandra Velikého) a žili vedle Židů, kteří se již v této oblasti usadili, a Nabatejců (kočovných Arabů, kteří přišli v 7. století př. n. l.), čímž rozšířili kulturní rozmanitost Filadelfie. Římané postavili město s ulicemi lemovanými sloupy, lázněmi, divadlem a velkými veřejnými budovami. V roce 63 př. n. l. se Ammán připojil ke svazu deseti svobodných měst řecko-římské kultury Středního Východu, který se nazýval Dekapolis. Město v rámci nové římské provincie Arábie prosperovalo, bylo průsečíkem obchodních cest, které křižovaly Středozemní moře a pokračovaly do Indie a Číny, stejně jako na sever a jih.

### Středověk

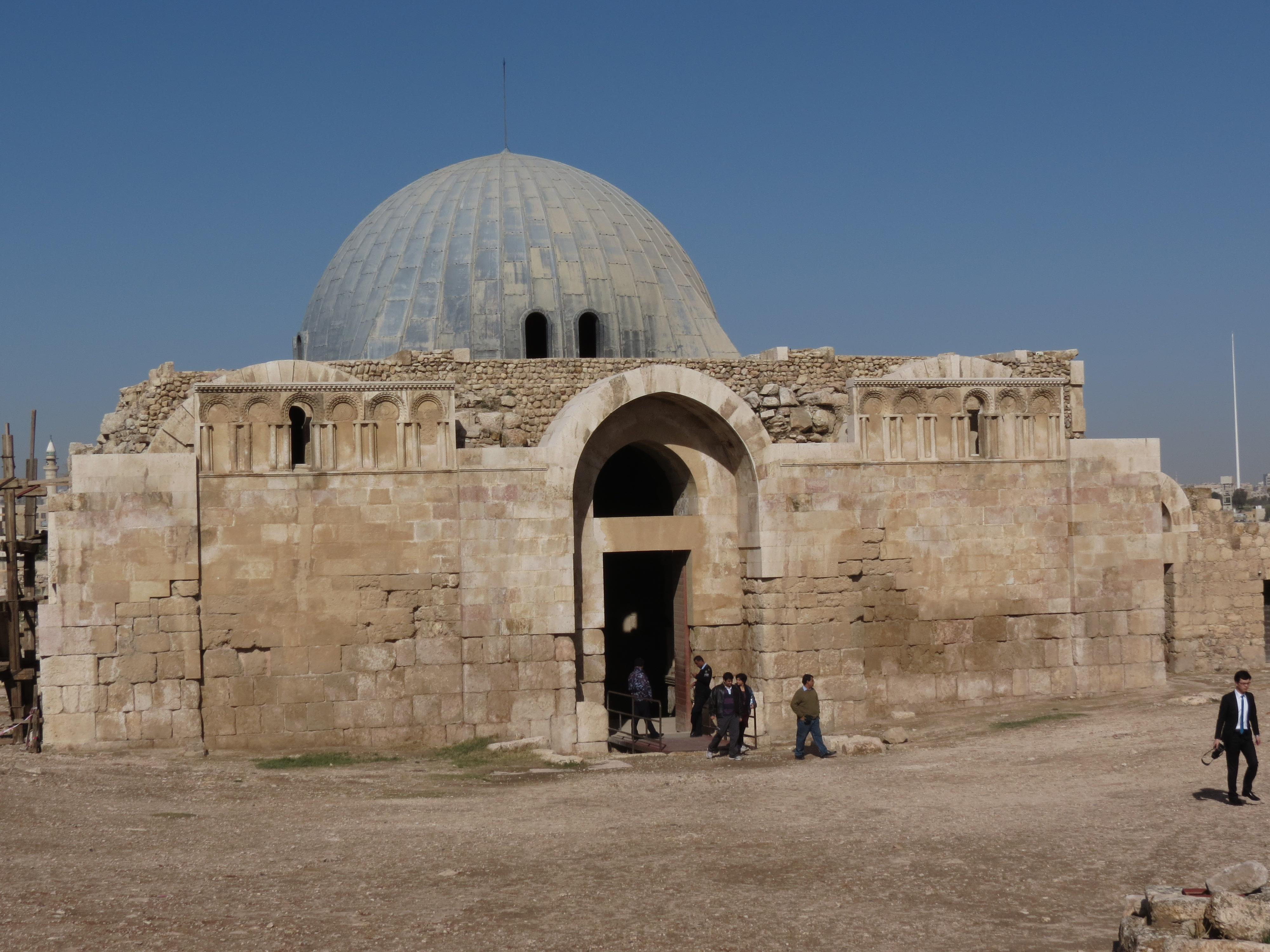
Citadela s palácem Umajjovců, kolem roku 720 n. l.

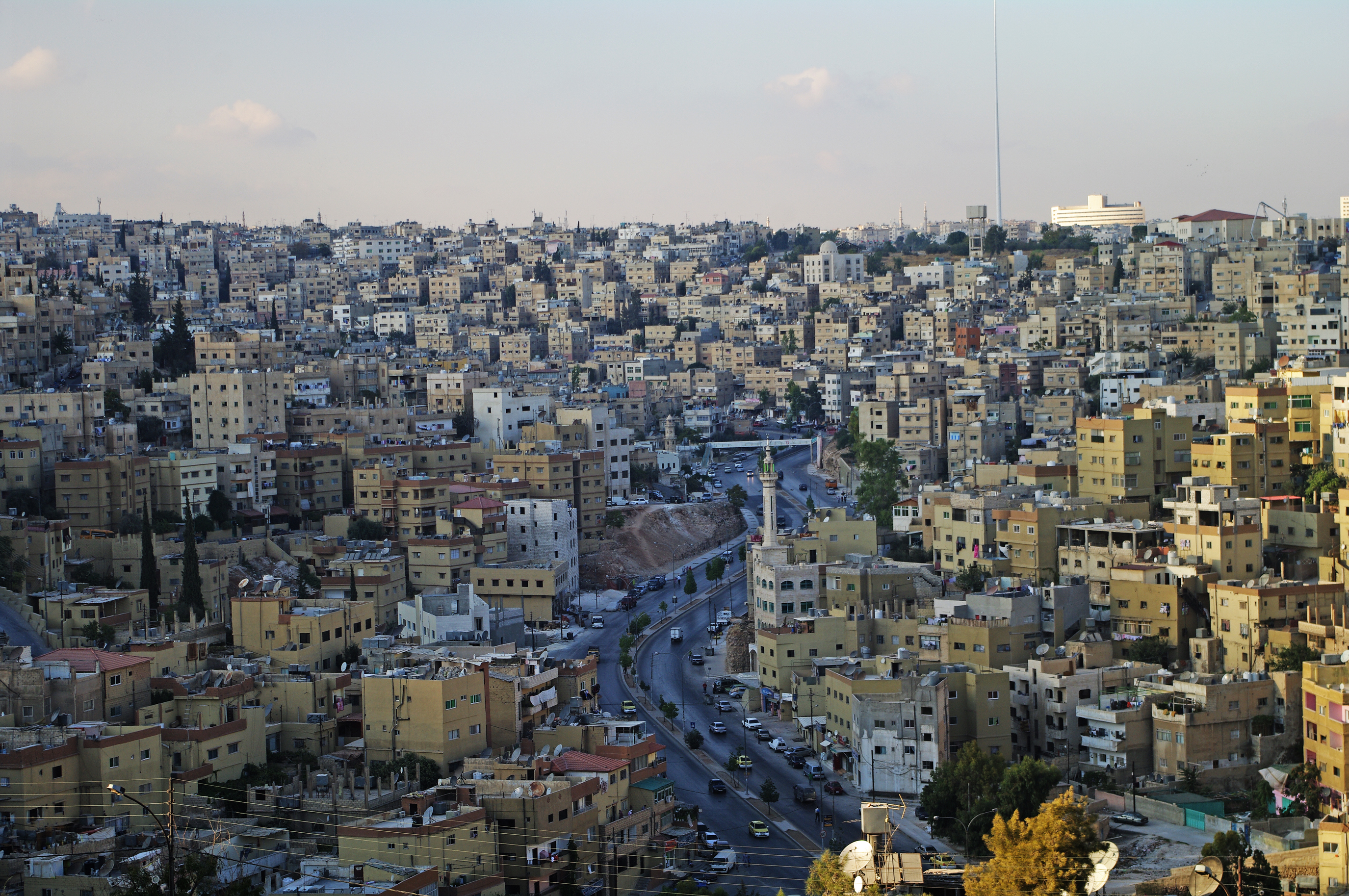
Celkový pohled na Ammán

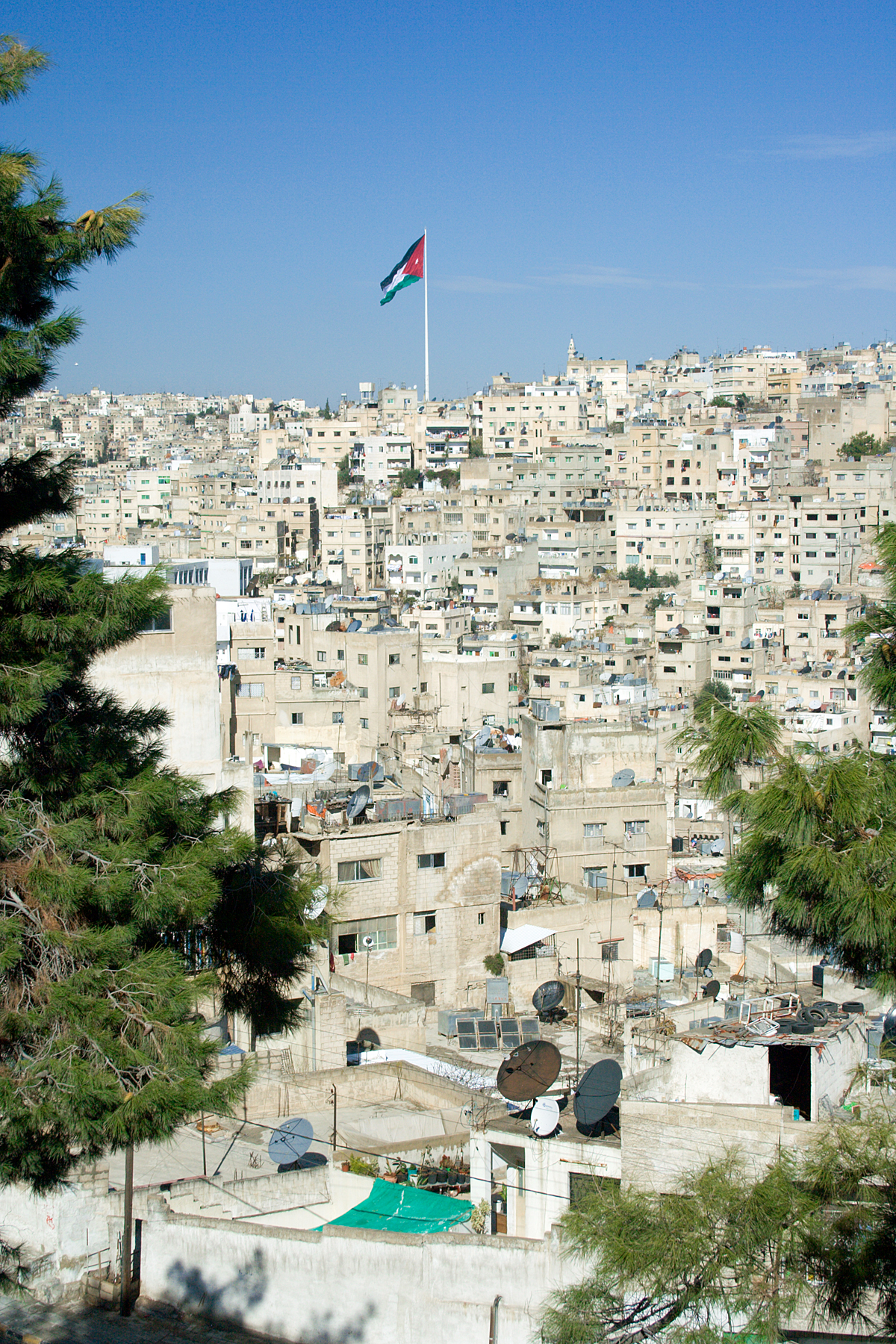
Východní Ammán

V roce 324 bylo křesťanství ve Filadelfii zavedeno jako císařské náboženství a město se stalo sídlem biskupství, v církevní provincii Lydda. Expanze islámu začala v roce 635 našeho letopočtu, kdy se město dostalo pod nadvládu arabského chalífátu. Byzantský císař Heraclius se v roce 636 severozápadně od města, v bitvě na řece Jarmuk pokusil expanzi Arabů zastavit. Vítězstvím Arabů se muslimská vláda upevnila a přijala semitský název Ammán. Království ghassánovců zachovávalo křesťanské arabské tradice, bylo spojencem Byzance. Po muslimské expanzi Ammán za Umajjovců i za Abbásovců vzkvétal, dokud neutrpěl zemětřesením a dalšími katastrofami. Během křížových výprav a za vlády egyptských mamlúků význam Ammánu pomalu upadal a jeho místo zaujalo město Karak.
Křesťanská kultura a náboženství ztratily svou kontinuitu po roce 1375. Posledním filadelfským biskupem byl Macarius I. v letech 1347–1351.

### Novověk
Od roku 1517 byl Ammán zcela muslimským městem a součástí Osmanské říše.
Po první světové válce byl Ammán dva roky pod vládou krále Fajsala sídlícího v Damašku. V roce 1921 došlo k vytvoření emirátu Zajordánsko s hlavním městem Ammánem, který zahájil velký rozvoj. Po skončení druhé světové války dne 25. května 1946 získala země nezávislost, v roce 1948 došlo k jejímu přejmenování na Jordánsko a Ammán se stal jeho hlavním městem. Od té doby Ammán velmi rychle rostl do všech stran a stal se skutečnou metropolí.

## Ekonomika města
Ammán je pro Jordánsko obchodním, finančním středem obchodu s významem i pro obchod mezinárodní. Je dopravním uzlem pro svoji zemi se dvěma významnými dálnicemi pojícími Ammán se Saltem a Jeruzalémem. Mezi hlavní odvětví patří potravinářství, produkce tabáku, textilní a papírenský průmysl, hliníková produkce a výroba plastů a cementu.

## Vzhled města
Ammán se rozkládá na několika kopcích se skalnatými svahy, které se svažují k centru města, kde se nachází hlavní třída – Ulice krále Faisala. Tyto svahy jsou zastavěné moderními domy. V ulicích celého města se nachází mnoho směnáren, kde jsou vystaveny nejrůznější bankovky celého světa včetně českých korun, jsou zde k vidění dokonce i dnes již bývalé československé koruny.[zdroj?]
V období 1. světové války byl Ammán malou vesnicí, proměna v moderní město začala až přibližně v polovině 20. století, to se Ammán navíc stal hlavní městem Zajordánska a následně nezávislého Jordánska.
U mešity Al-Husajní, která stojí nedaleko náměstí krále Fajsala, je po celý den čilý ruch spojený s orientálním bazarem. Tržiště (súky), které se v této lokalitě nachází, představuje skutečný střed města. Jedním z těchto tržišť je každoroční súk Jara podél Duhové ulice ve čtvrti Džabal Ammán, k němuž se vedle trhovců prodávajících řemeslné výrobky přidávají hudebníci a další. V Ammánu se nachází jen velmi malý počet náměstí v evropském smyslu.

## Památky a turismus

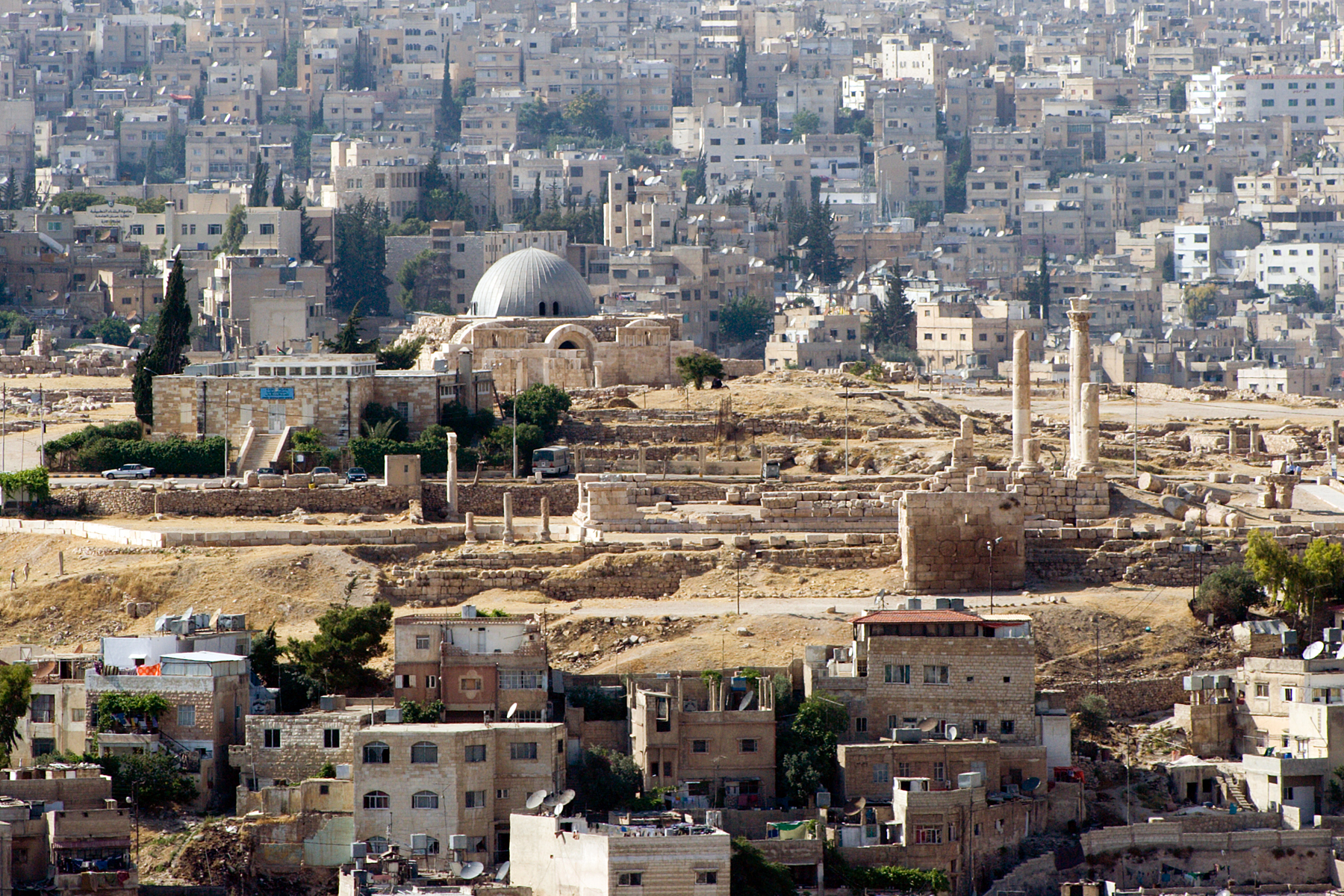
Kolonáda a citadela s palácem Umajjovců

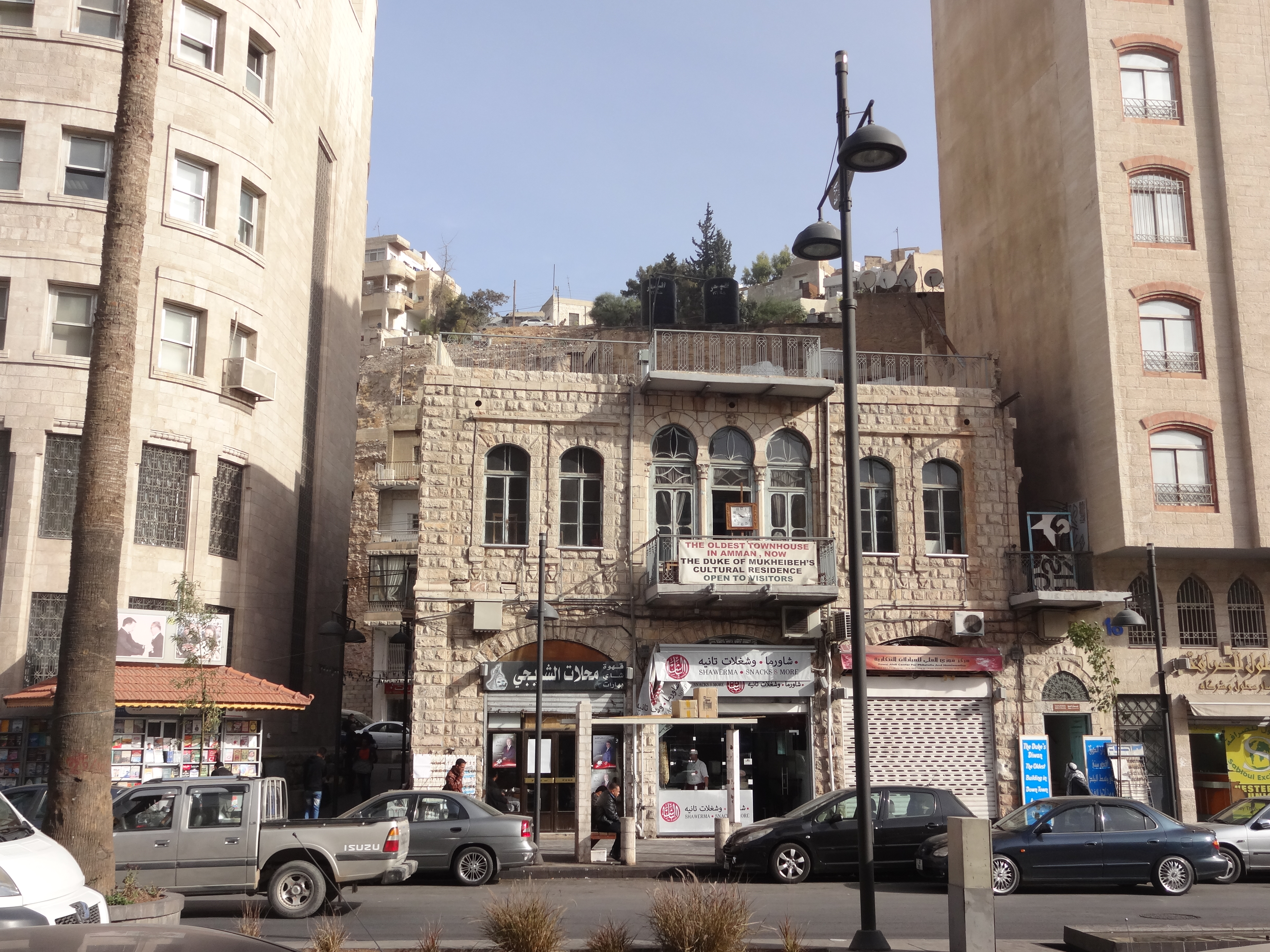
Nejstarší obytný dům ve městě, náměstí krále Fisala I.

Většina zachovalých památek ve městech pochází z období nadvlády antického Říma a raného středověku.
- Ruiny velkého římského divadla, do kterého se vešlo 6000 diváků, leží ve středu města, respektive na úbočí vysokého kopce.
- Ruiny citadely, paláce Umajjovců El Quasr a mešity tvoří rozsáhlý areál archeologické lokality v centru města.[8][9] se zbytky hradeb leží blízko centra na vrcholku Džabal al-Kalá
- Královské sídlo – palác Basman, v blízkosti citadely.

Z pozdního středověku a raného novověku se zachovaly mnohé archeologické nálezy v expozici muzea, nikoliv však cenné historické objekty. Pokud je nezničila cizí vojska, požáry a zemětřesení, byly zcela přestavěny při expanzi nového města.

### Galerie a muzeum
- Jordánská národní galerie výtvarného umění (otevřena roku 1980)
- Jordánské národní muzeum, expozice z let 1980–1990, znovu otevřena roku 2014.

## Partnerská města
- Alžír, Alžírsko (1998)
- Ankara, Turecko (1992)
- Astana, Kazachstán
- Bagdád, Irák (1989)
- Baku, Ázerbájdžán
- Bejrút, Libanon (2000)
- Biškek, Kyrgyzstán (2006)
- Bukurešť, Rumunsko (1999)
- Calabria, Itálie (2005)
- Cincinnati, USA (2015)
- Dauhá, Katar (1995)
- Džidda, Saúdská Arábie (1988)
- Chartúm, Súdán (1993)
- Chicago, USA (2004)
- Istanbul, Turecko (1997)
- Jerevan, Arménie (2015)
- Káhira, Egypt (1988)
- Miami, Florida, USA (1995)
- Montréal, Kanada, (1988)
- Moskva, Rusko (2005)
- Maskat, Omán (1986)
- Nalčik, Rusko (1994)
- Nuakšott, Mauritánie (1999)
- Peking, Čína (1990)
- Pretoria, Jihoafrická republika (2002)
- Rabat, Maroko (1988)
- Saná, Jemen (1989)
- São Paulo, Brazílie, (1997)
- Sarajevo, Bosna a Hercegovina (2005)
- Singapur, (2014)
- Sofie, Bulharsko (2000)
- Tegucigalpa, Honduras (2002)
- Tokio, Japonsko (2011)
- Tunis, Tunisko (1999)